# Sertão Alagoano
Sertão Alagoano è una mesoregione dello Stato dell'Alagoas in Brasile.

## Microregioni
È suddivisa in 4 microregioni:
- Alagoana do Sertão do São Francisco
- Batalha
- Santana do Ipanema
- Serrana do Sertão Alagoano